# Paul Rishell
Paul Rishell (* 17. Januar 1950 in Brooklyn, New York) ist ein US-amerikanischer Bluesgitarrist.

## Leben
Seine ersten musikalischen Erfahrungen sammelte er in den frühen 1960er-Jahren als Schlagzeuger in einer Band aus Connecticut, die Rock ´n Roll und Surfmusik spielte. 1963 spielte ihm ein Freund Aufnahmen von Son House, Robert Johnson, Charlie Patton und Blind Lemon Jefferson vor, damit begann seine lebenslange Liebe zum Blues. Bis 1970 verbesserte er sein Spiel auf der akustischen und elektrischen Gitarre immer mehr und er wurde ein begehrter Begleit- und Studiomusiker. Er trat gemeinsam mit Son House, Johnny Shines, Sonny Terry, Brownie McGhee und Howlin’ Wolf auf. 1975 begann er seine Karriere als Solokünstler. Mitte der 1980er-Jahre nahm er eine Auszeit von der Musik, um eine Familie zu gründen, aber schon 1987 unterzeichnete er einen Plattenvertrag bei Tone-Cool Records. Sein erstes Album Blues on a Holiday erntete Begeisterung bei den Kritikern. Bei den Aufnahmen für sein zweites Tone-Cool-Album (Swear to Tell the Truth) lernte er Annie Raines kennen, mit der er seither auftritt, sowohl als Duo als auch mit einer Band.

## Auszeichnungen
- Moving to the Country  (W.C. Handy Award Acoustic Blues Album of the Year)
- Goin Home (2 Nominierungen W.C. Handy Award)
- Annie Raines & Paul Rishell (Nominierung W.C. Handy Award  Acoustic Artist of the Year 2010)

## Diskographie

### Solo
- Blues on a Holiday 1990
- Swear to Tell the Truth 1993 (feat. Annie Raines)

### Mit Annie Raines
- I Want You to Know 1996
- Moving to the Country 1999
- Goin’Home 2004
- A Night in Woodstock live 2008 auch als DVD